# Phobaeticus philippinicus
Phobaeticus philippinicus är en insektsart som först beskrevs av Frank H.Hennemann och Oskar V.Conle 1997.  Phobaeticus philippinicus ingår i släktet Phobaeticus och familjen Phasmatidae. Inga underarter finns listade i Catalogue of Life.